# Наранго
Наранго — океанийский язык, на котором говорят на южном побережье острова Эспириту-Санто в Вануату.
У наранго есть несколько диалектов, а также он похож на языки амблонг и мороуас.